# Cherry咲く勇気!!
「Cherry咲く勇気!!」（チェリーさくゆうき）は、2008年2月にリリースされたアンティック-珈琲店-の通算14枚目のシングルである。発売元はRed Cafe。

## 収録曲
1. Cherry咲く勇気!! (3分57秒)
  - 作詞:みく／作曲:輝喜
2. ONE WAY LOVE (4分34秒)
  - 作詞:みく
3. Cherry咲く勇気!!(Instrumntal) (3分57秒)
4. ONE WAY LOVE(Instrumental) (4分34秒)